# Evangelische Kirche Hohensolms

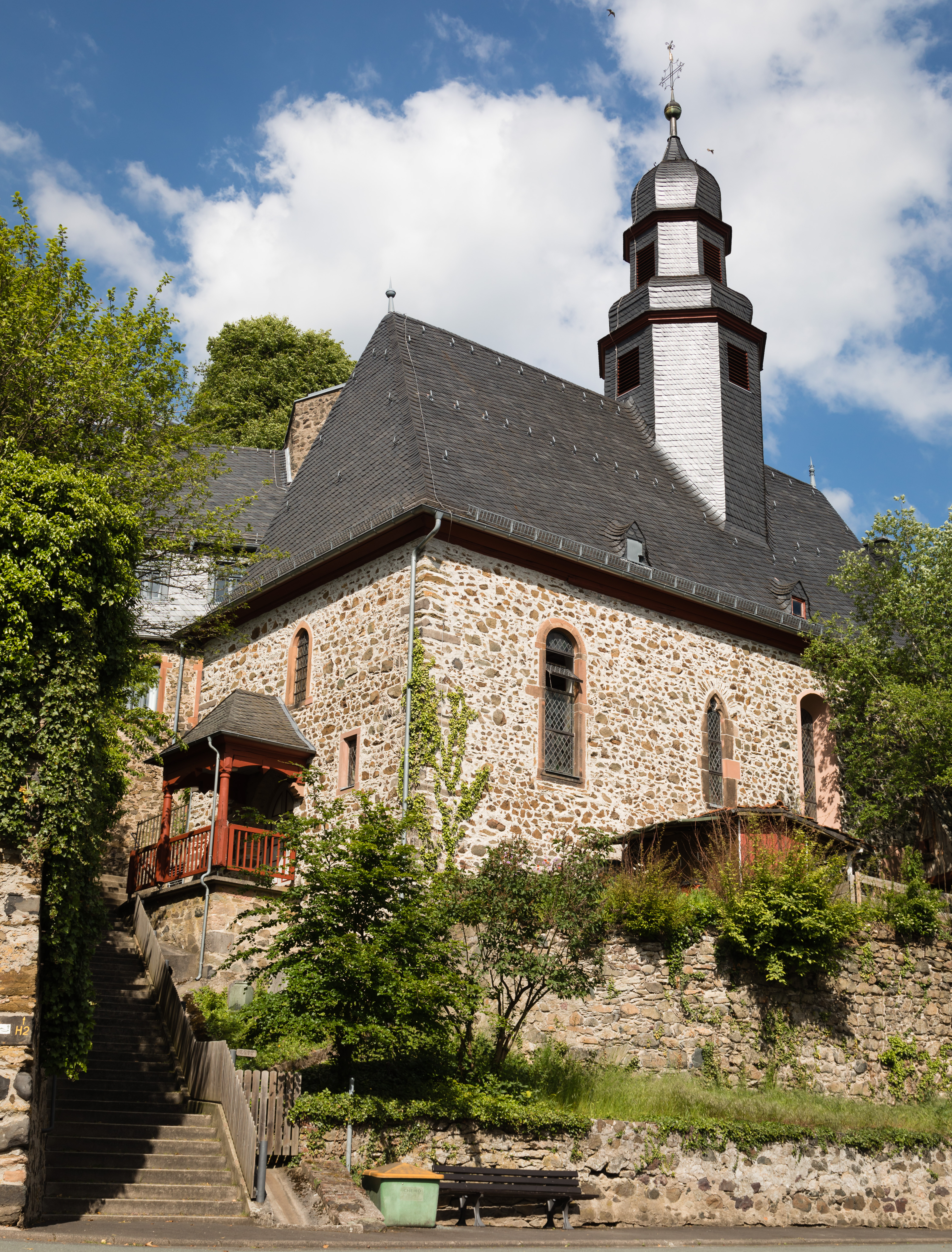
Kirche Hohensolms von Westen

Die Evangelische Kirche Hohensolms ist die Pfarrkirche der Evangelischen Kirchengemeinde Hohensolms in der Gemeinde Hohenahr im mittelhessischen Lahn-Dill-Kreis. Das 1448 errichtete Gebäude besteht aus einem spätgotischen Saalbau und einem während des Ersten Weltkriegs angebauten Chor. Das hessische Kulturdenkmal wird von einem Walmdach mit Haubendachreiter bedeckt. Der Dachstuhl ist wohl noch mittelalterlich. Die Kirche gehört zum Evangelischen Kirchenkreis an Lahn und Dill der Evangelischen Kirche im Rheinland.

## Geschichte von Kirche und Pfarrei

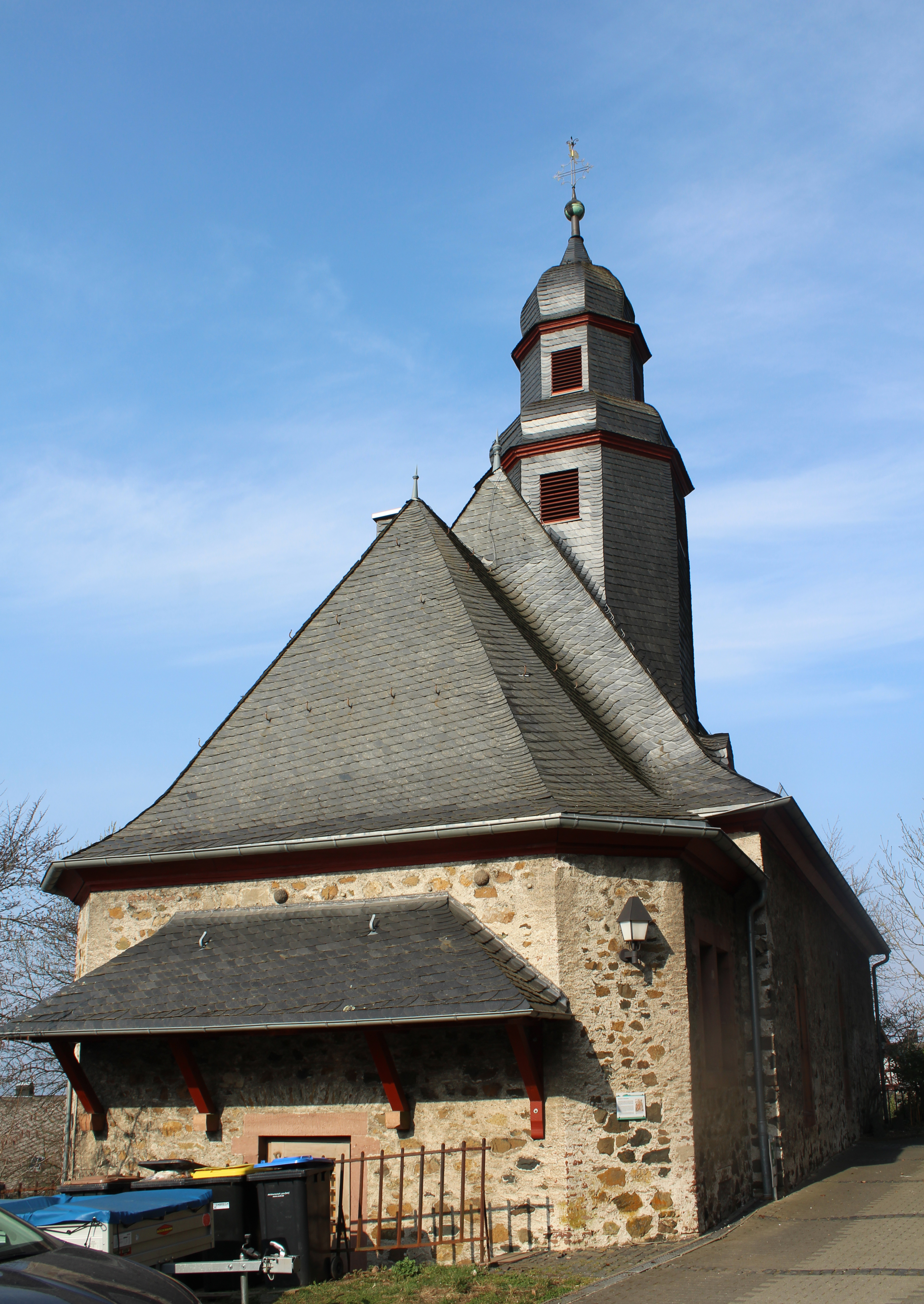
Ansicht von Osten

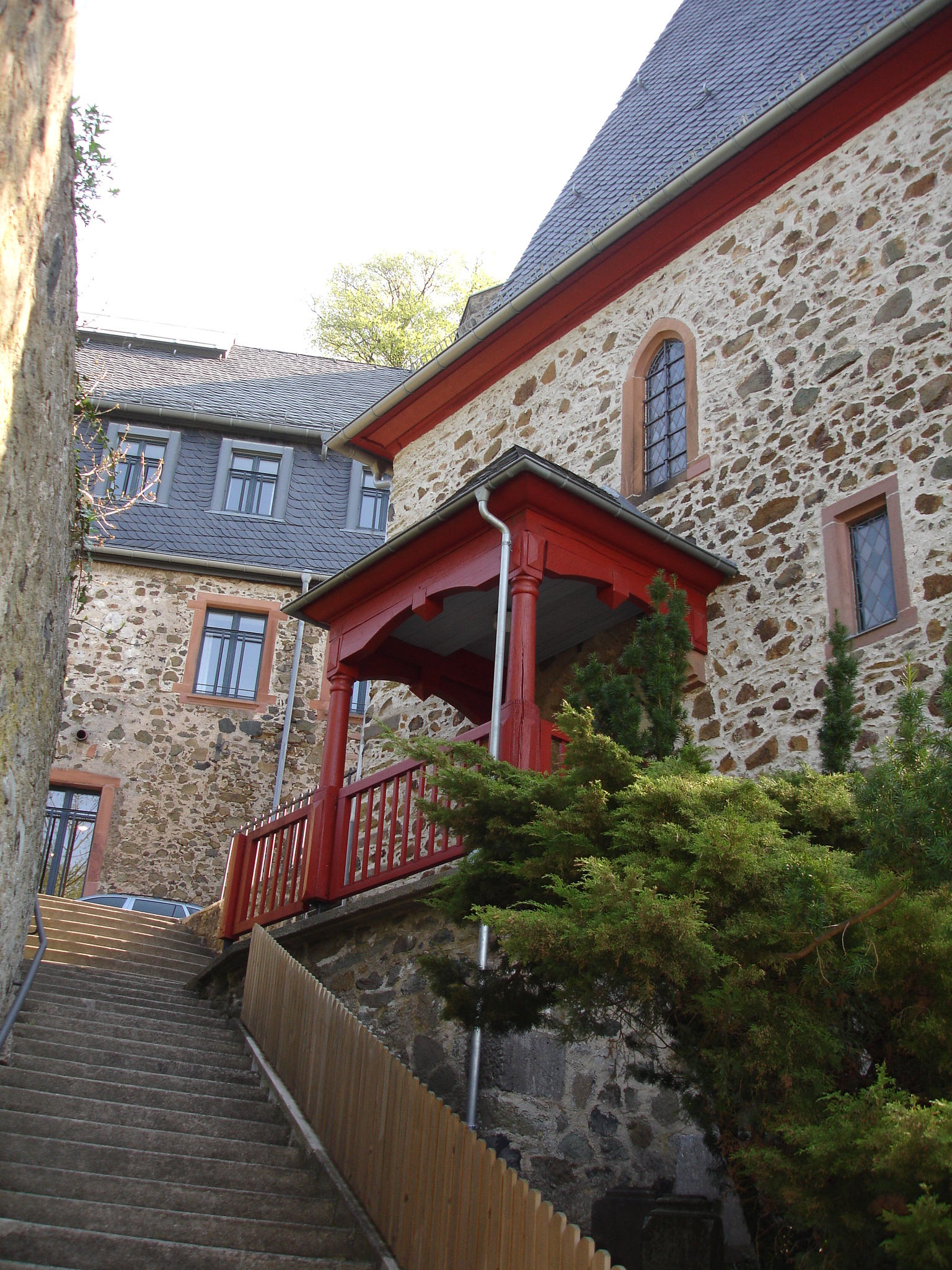
Westeingang mit Vorbau und Treppe

Der Ort Hohensolms wurde in den ersten Jahrzehnten seines Bestehens durch den Pfarrer von Großaltenstädten betreut und gehörte zum Dekanat Wetzlar und Archidiakonat St. Lubentius Dietkirchen im Bistum Trier. Die Kirche in Hohensolms wurde 1448 durch Graf Johann IV. von Solms als Burgkapelle für Burg Hohensolms errichtet und ersetzte einen Vorgängerbau, der sich laut mündlicher Überlieferung im Bereich der heutigen Regenbogenhalle befand. Am 20. Februar 1454 wurde die Burgkapelle vom Erzbischof von Trier zur Pfarrkirche erhoben und diente ab dato auch als Pfarrkirche des Ortes. Das Patronat stand aufgrund des Eigenkirchenrechts dem Grafen als Eigentümer des Gotteshauses zu. Für die gräfliche Familie war an der nördlichen Seitenwand eine Empore mit einer Fürstenloge eingerichtet.
Noch 1555 war in Hohensolms ein katholischer Hofkaplan im Amt. Für die Jahre 1540–1588 ist Johann Colbinus als evangelischer Pfarrer nachgewiesen, was darauf hinweist, dass die Burgkapelle der gräflichen Familie noch katholisch, die Pfarrei der Stadt aber bereits evangelisch war. 1623 trat Graf Philipp Reinhard I. von Solms zum Calvinismus über und in Hohensolms wurde eine reformierte Pfarrei eingerichtet. Alle übrigen Pfarreien im Amt Hohensolms blieben unter hessischem Einfluss evangelisch-lutherisch.
Graf Johann Heinrich Christian von Solms-Hohensolms (1644–1668) trat zum katholischen Bekenntnis über und versuchte, auch unter Einsatz von Gewalt, sein Land zu rekatholisieren. Der reformierte Pfarrer Haas wurde dabei vertrieben, Untertanen bedroht und inhaftiert. Nachdem der Graf am 6. November 1668 im Duell mit seinem Vetter Wilhelm II. von Solms-Greifenstein so schwer verwundet worden war, dass er am 7. November starb, beließ es sein Nachfolger, Graf Ludwig, beim reformierten Bekenntnis.
Im 18. Jahrhundert blieben die Verhältnisse bis zum Ende des Heiligen Römischen Reiches im Jahr 1806 weitgehend unangetastet. Hohensolms gehörte für kurze Zeit zu Nassau und ab 1815 zu Preußen. Mit der politischen Eingliederung in die preußische Rheinprovinz ging die kirchliche Anbindung an die Rheinische Landeskirche einher. Als Teil des Kirchenkreises an Lahn und Dill gehört die Kirchengemeinde Hohensolms noch heute zur Evangelischen Kirche im Rheinland. 1817 schlossen sich in Preußen die reformierten und lutherischen Christen zur Unierten Kirche zusammen. Überbleibsel der reformierten Tradition hielten sich jedoch noch lange im Ritus des Gottesdienstes in Hohensolms.
1827 wurden Hohensolms und Großaltenstädten pfarramtlich verbunden. Dies blieb so bis 1971. Hohensolms wurde mit Blasbach, Großaltenstädten mit Erda verbunden. Sitz des Pfarrers war weiterhin Hohensolms.
Zum 1. Januar 2020 wurde die Pfarrstelle in Hohensolms vom Kreissynodalvorstand aufgelöst. Die Kirchengemeinde Hohensolms ist seitdem pfarramtlich mit der Kirchengemeinde Erda-Großaltenstädten verbunden. Der Sitz des Pfarrers befindet sich in Erda. Somit ist Hohensolms zum ersten Mal seit dem Mittelalter kein Pfarrsitz mehr.

## Bauliche Ausstattung

### Architektur

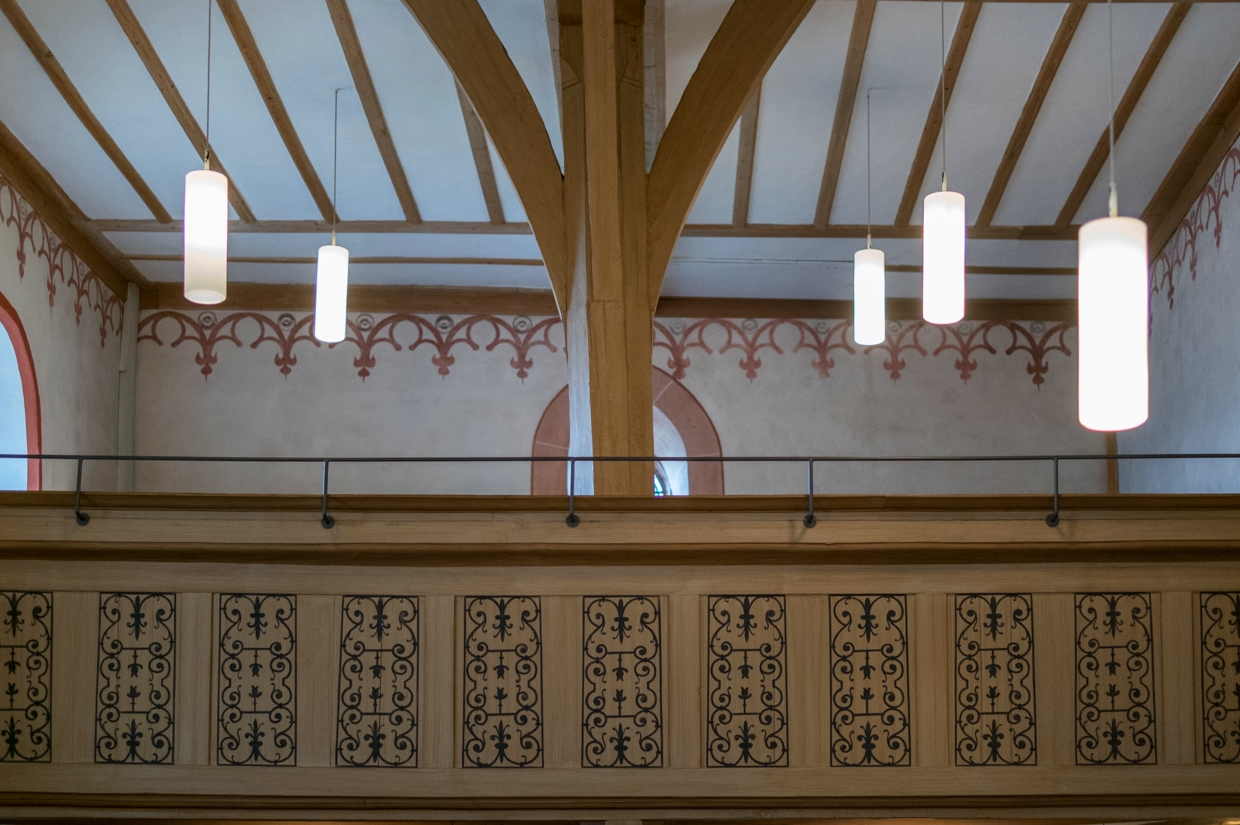
Empore an der westlichen Außenwand

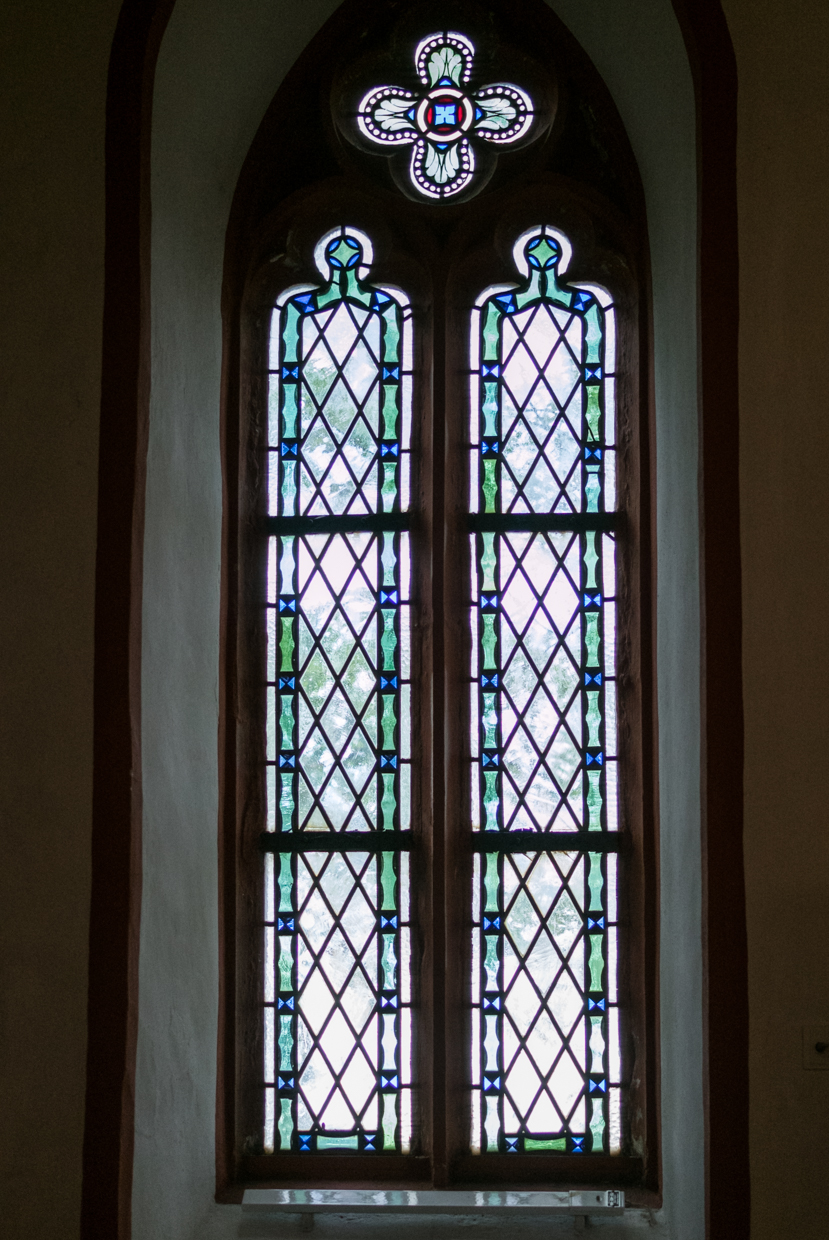
Gotisches Fenster an der Südwand

Das Kirchengebäude besteht aus einem rechteckigen Saalbau des 15. Jahrhunderts, an den sich der während des Ersten Weltkriegs errichtete Chor anschließt. Das gesamte Gebäude besteht aus Bruchsteinmauerwerk und ist nicht verputzt. Auf dem steilen Walmdach des Kirchenschiffs sitzt ein barocker Dachreiter. Der zweifach gestaffelte Turm ist durch geschieferte Hauben gegliedert. Auf alten Bildern erscheint der Turm bis ins 18. Jahrhundert hinein niedriger als heute und hatte auch nur eine einfache Haube. Seine heutige Form erhielt er erst im Jahr 1765, als er von dem Zimmermeister Glöckner ganz neu aufgeschlagen wurde. Bei dieser Gelegenheit wurde auch ein neuer Glockenstuhl gebaut und ein neues Turmkreuz aufgesetzt. Spätestens seit dem 16. Jahrhundert befand sich auf dem Kirchturm eine Turmuhr, deren Zifferblatt 1877 beseitigt wurde. Im Jahre 2003 wurde der Dachreiter von 1765 komplett abgebaut, unter teilweiser Verwendung des alten Gebälks neu aufgebaut und wieder aufgesetzt.
Der Haupteingang befindet sich auf der Westseite und erfolgt über die lange Treppe, welche vom Dorf zur Burg hinaufführt. Der Kirchentür vorgelagert steht ein kleiner Vorbau. Die Kirche ist mit einer Empore und Wandmalereien ausgestattet.
Uneinheitlich in Form und Größe sind die Fenster. Neben vier relativ kleinen Spitzbogenfenstern finden sich an der Südseite zwei größere Rundbogenfenster. Diese sind jünger und wurden nachträglich zur Aufhellung in die Wand gebrochen. Die Spitzbogenfenster stammen aus der Entstehungszeit und zeigen im Maßwerk zum Teil noch deutliche Stilelemente der Gotik.

Über die Erbauung der Kirche berichtet eine lateinische Inschrift an einem Fensterbogen:
hanc cappellam, presentem que structura, nobilis johanes, in solms comesque miles, sic fieri fecit, deoque edificavit, eiusque edem, sui cupit esse mercedem, anno milleo cccc°, quadrageo octavo, labor hec consumatus, sit deus noster benedictus.

(Die Kapelle, und zwar den jetzigen Bau, hat der edle Johann zu Solms, Graf und Ritter, so errichten lassen; und er hat sie Gott erbaut und gewünscht, dass dessen Tempel sein Lohn sei. Im Jahre 1448 ist diese Arbeit hier vollendet worden. Unser Gott sei gepriesen.)
Eine weitere Inschrift auf der rechten Fenstereinfassung weist noch einmal auf das Baujahr der Kirche hin: anno dm M° CCCC XLVIII edificata est cappella.

### Innenausstattung

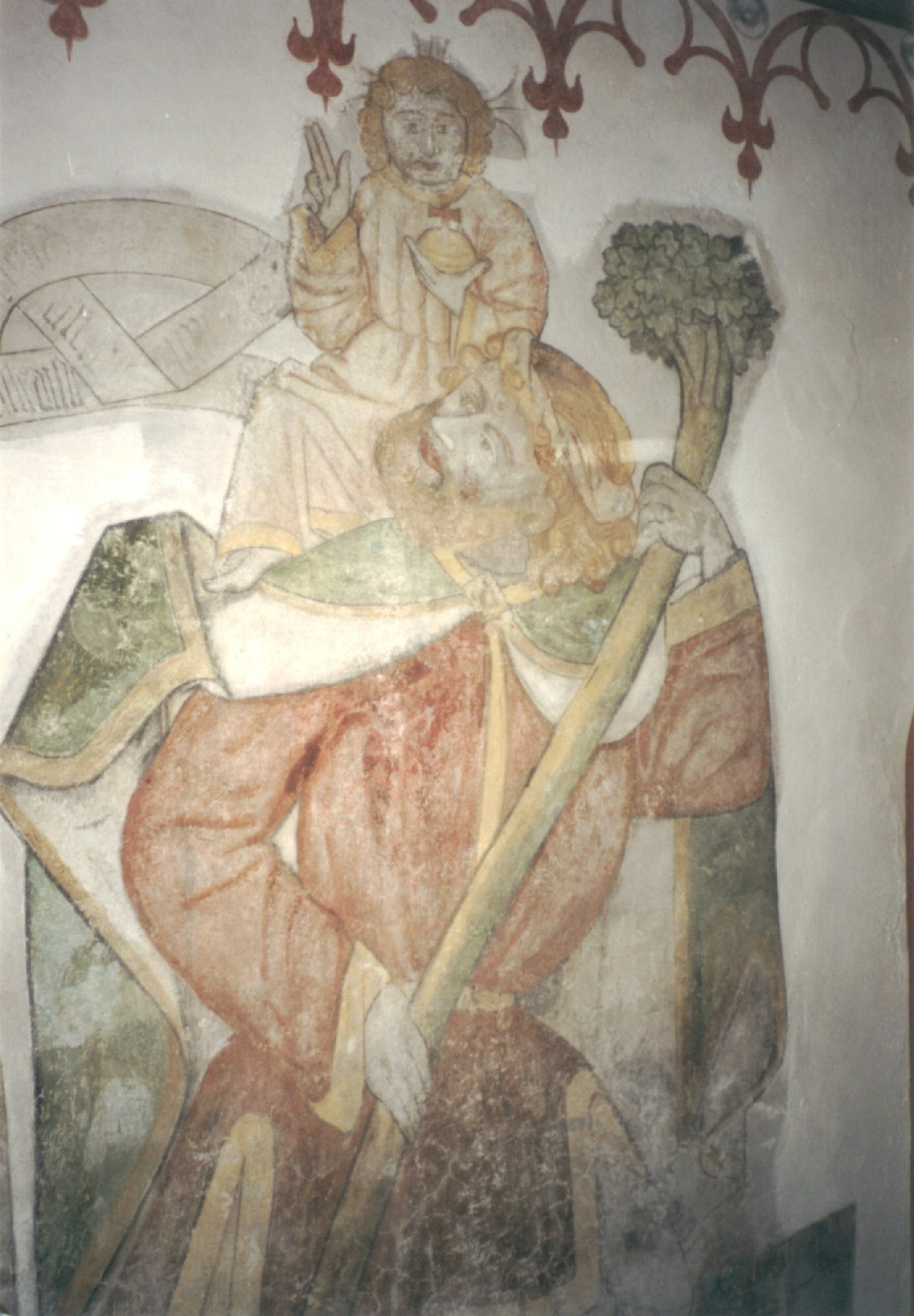
Spätgotische Wandmalerei des heiligen Christophorus

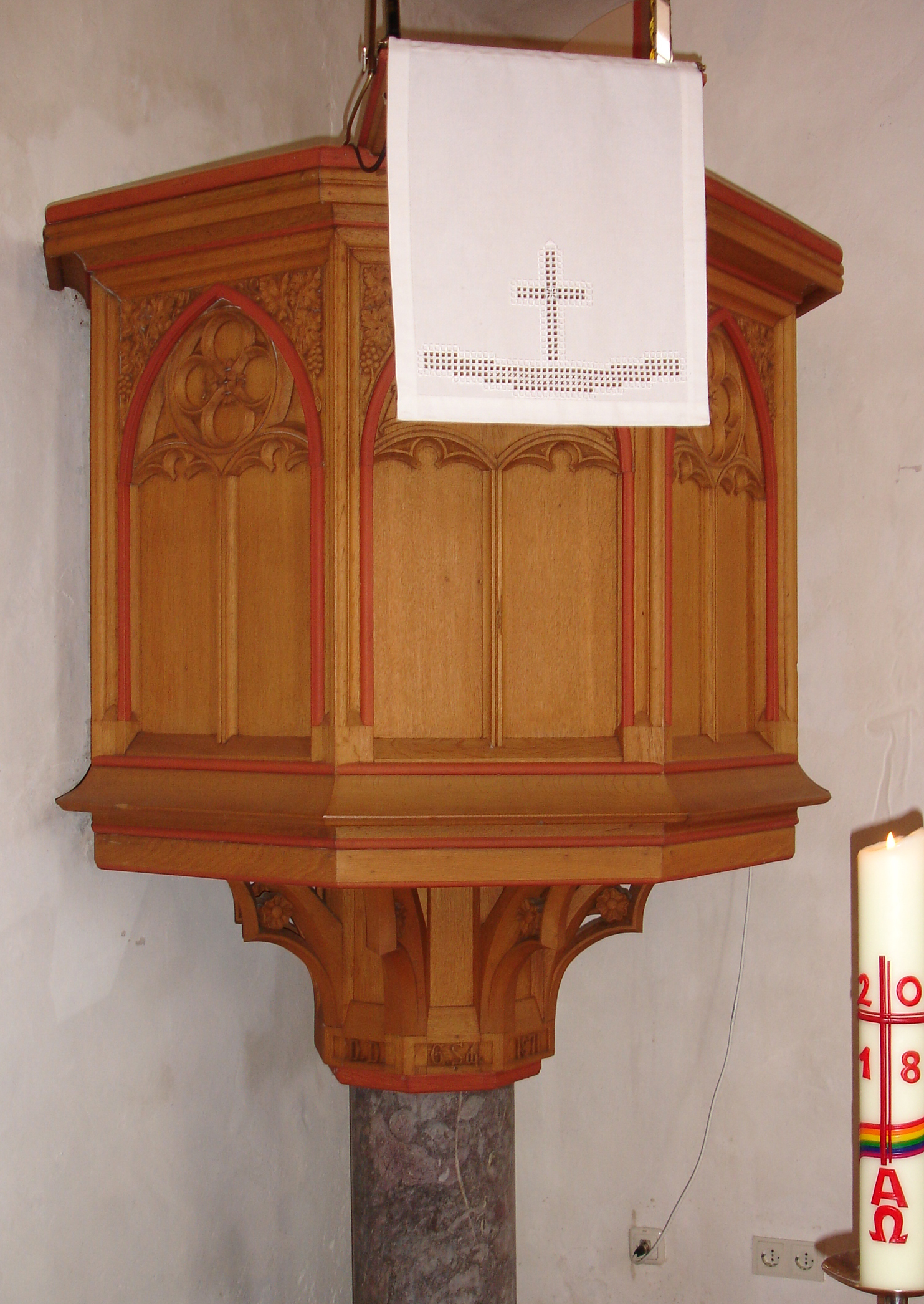
Kanzel aus dem Jahr 1871

Zur Ausstattung zählen auch die Kanzel, das Wandbild des heiligen Christophorus, Apostelkreuze an den Wänden sowie die im Chor befindliche Orgel. Der Chor liegt um zwei Stufen erhöht zum Schiff, mit dem er durch einen großen Spitzbogen verbunden ist. Ein umlaufend gemalter spätgotischer Fries schließt die Wände zur Decke hin ab.
Ein Achteckpfosten mit vier Kopfstreben stützt die auf einem Längsunterzug liegende Flachdecke. Seine Stellung im Schiff lässt darauf schließen, dass die Decke ursprünglich von einem weiteren Pfosten gestützt wurde, der aber nachträglich wieder entfernt wurde.
Die Kanzel befand sich ursprünglich an der Südwand der Kirche. Sie wurde 1916 durch eine im Jahr 1871 für die Petrikirche in Mülheim/Ruhr gefertigte neogotische Kanzel ersetzt und hat ihren Standort an der Nordseite der Kirche.
Im Eingangsbereich ist das Uhrwerk der ehemaligen Turmuhr ausgestellt. Eine Takenplatte im Chor ist datiert mit 1676.
Die Kirche war dem heiligen Christophorus geweiht. An der nördlichen Innenwand befindet sich eine aus der Entstehungszeit der Kirche stammende Wandmalerei, die u. a. den heiligen Christophorus darstellt, der sich dem auf seinem Nacken knienden Christuskind zuwendet. Im Zuge der Reformation wurde das Gemälde übertüncht und blieb danach jahrhundertelang verborgen. Erst 1912 wurde es im Rahmen einer Renovierung wiederentdeckt und freigelegt. Bei der anschließenden Restaurierung durch den Kölner Restaurator Anton Bardenhewer fügte dieser einige zeitgenössische Ergänzungen hinzu.

### Renovierungen
Umfassende Renovierungen erfolgten in den Jahren 1842, während des Ersten Weltkriegs sowie in den Jahren 1954, 1980 und 2003.
Die an einem Stützbalken der Empore eingeritzte Jahreszahl 1842 erinnert noch heute an die damalige Renovierung, bei der das Kircheninnere völlig umgestaltet, die Sitzbänke neu geordnet, verschiedene Türen erneuert und zwei runde Fenster an der hinteren Männerbühne durch ein neues Fenster ersetzt wurden. Nach 1871 wurde es Brauch, die Orden verstorbener Gemeindeglieder in einer Glasvitrine der Kirche auszustellen.
Während des Ersten Weltkriegs wurde der Zugang, der ursprünglich über zwei Türen an der Nordseite erfolgte, auf die Westseite verlegt, wo er sich heute noch befindet. Gleichzeitig entstand der kleine Eingangsvorbau. Die bisherigen Zugänge in der Nordwand wurden verschlossen bzw. als Fenster umgenutzt. Eine weitere Seitentür rechts neben der Orgel führte zu einem kleinen Anbau an der Ostseite, in dem sich das Orgelgebläse befand. Dieser wurde abgerissen und an seiner Stelle der Chor angebaut. Um ihn mit dem restlichen Kirchenschiff zu verbinden, brach man einen großen Spitzbogen gotischen Stils in die Mauer. An dem neuen Bogen brachte man folgenden Spruch an: Herr, Du bist meine Stärke und Kraft und meine Zuflucht in der Not.
Bei der Renovierung verschwanden auch zwei von drei Emporen. Die Fürstenloge wurde in den neu erbauten Chor verlegt. 1954 wurden die nicht mehr zeitgemäßen Sonderplätze der fürstlichen Familie dann endgültig entfernt. Auch Decke, Wandsprüche, Apostelkreuze und Friese wurden seinerzeit übertüncht.
Der heutige Innenausbau geht im Wesentlichen auf Modernisierungsmaßnahmen im Jahr 1980 zurück, bei der Fußboden und Sitzbänke ausgetauscht, die Stufen zum Altar vorgezogen, die Rückwand unter der Empore nach vorne versetzt und eine Glaswand zum Eingangsbereich hin eingefügt wurden. Auch die 1954 übertünchten mittelalterlichen Friese und Apostelkreuze wurden wieder freigelegt. Im Eingangsbereich war bis in diese Zeit noch die Ordensammlung ausgestellt. Doch noch vor Beginn der Renovierung wurde ein Teil dieser Ehrenzeichen, darunter auch noch einige alte Waterloo-Medaillen aus den Befreiungskriegen, bei einem Kircheneinbruch gestohlen. Die Glasvitrine mit den übrigen Orden wurde daraufhin abgenommen. Im Eingangsbereich befindet sich seitdem eine Bronzetafel mit der Inschrift: Den Opfern von Krieg und Gewalt. Ebenfalls im Eingangsbereich ist das Uhrwerk der einstigen Turmuhr ausgestellt.

## Orgel

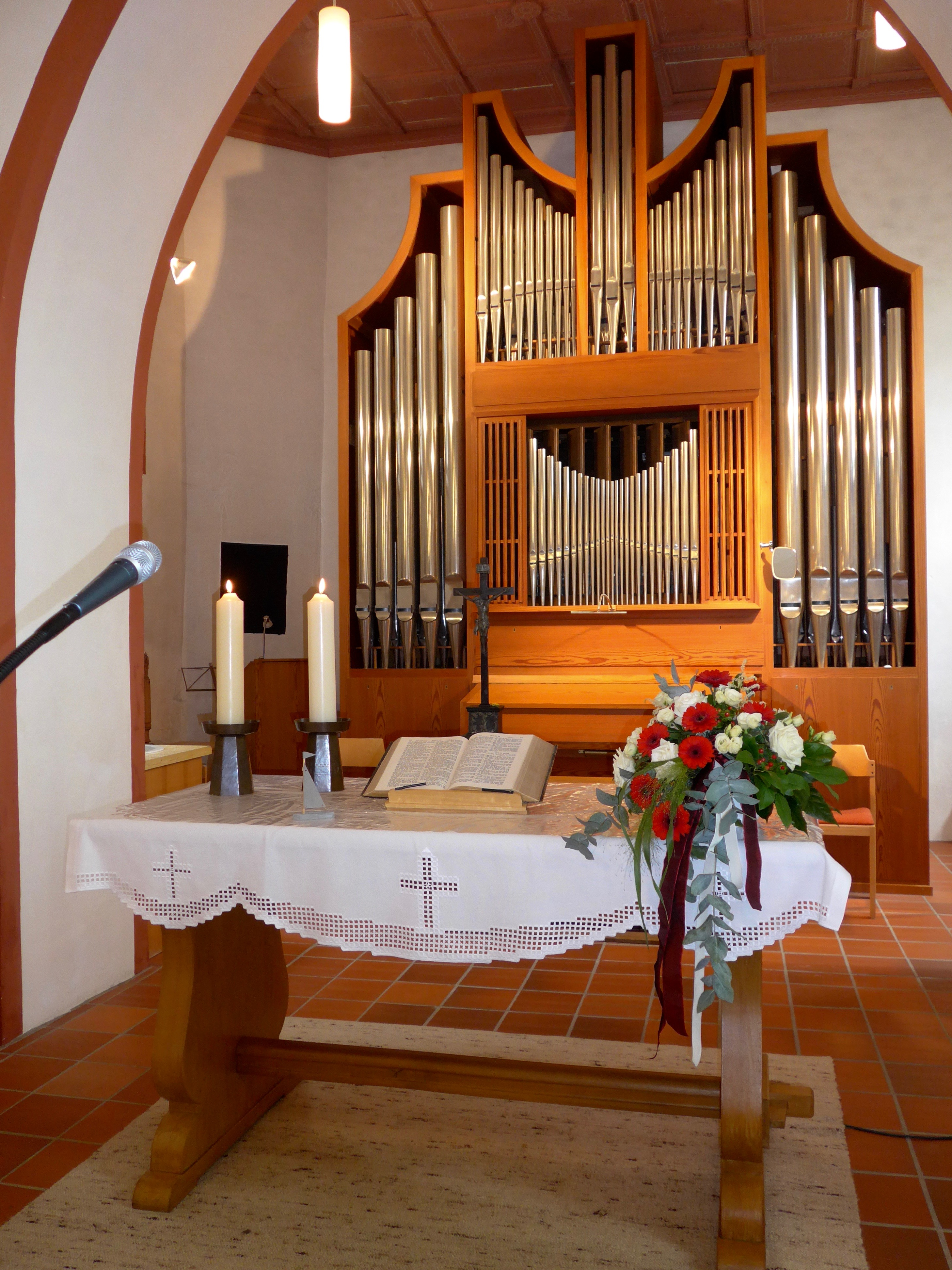
Altar und Orgel

Die älteste Hohensolmser Orgel wurde im Jahre 1697 von dem Orgelbauunternehmen Grieb in Griedel gebaut. Im Jahr 1836 soll die Orgel sich in keinem guten Zustand befunden haben. 1890 und 1926 wurde sie jeweils durch eine neue Orgel ersetzt. Bernhard Schmidt aus Gelnhausen baute 1956 ein neues Werk, das über 13 Register verfügte, die auf zwei Manuale und Pedal verteilt waren. Die heutige zweimanualige Orgel mit elf Registern wurde 1980 von der Firma Orgelbau Günter Hardt in Weilmünster-Möttau gebaut. Eine umfassende Überholung erfolgte 2011. Die Disposition lautet:
| I Hauptwerk C–g3 |           |       |
| 1.               | Rohrflöte | 8′    |
| 2.               | Prinzipal | 4′    |
| 3.               | Waldflöte | 2′    |
| 4.               | Mixtur IV | 1 ⁄3′ |
| 5.               | Trompete  | 8′    |

| II Schwellwerk C–g3 |                |        |
| 6.                  | Gedackt        | 8′     |
| 7.                  | Koppelflöte    | 4′     |
| 8.                  | Oktave         | 2′     |
| 9.                  | Terzglockenton | 1 3⁄5′ |
|                     | Tremulant      |        |

| Pedal C–f1 |              |     |
| 10.        | Subbaß       | 16′ |
| 11.        | Prinzipalbaß | 8′  |

- Koppeln: II/I, I/P, II/P

## Geläut
Das Geläut besteht aus drei Bronze-Glocken. Aufgrund von Kriegsverlusten während der beiden Weltkriege stammen sie alle aus dem letzten Jahrhundert. Nach einer alten Überlieferung wurde die erste Hohensolmser Glocke 1448 von dem Glockengießer Johann Bruwiller gegossen. 1766 bekam sie einen Sprung und wurde umgegossen. Nach einem abermaligen Sprung 1782 wurde sie von Friedrich Wilhelm Otto in Gießen erneut umgegossen und nochmals im Jahr 1905 durch die Glockengießerei Rincker. Im Ersten Weltkrieg wurden eine Glocke von 1765 sowie eine ursprünglich aus dem Jahr 1752 stammende (1905 umgegossene) Glocke für Kriegszwecke eingeschmolzen. 1923 goss Rincker zwei neue Glocken als Ersatz. Im Zweiten Weltkrieg wurden dann eine 1905 bei Rincker umgegossene historische Glocke aus dem Jahr 1448 (Rincker-Nr. 1438) sowie eine der beiden Ersatzglocken von 1923 beschlagnahmt. Auf diese Weise gingen sämtliche historischen Glocken verloren.
Die heutigen Glocken stammen aus den Jahren 1923 bzw. 1951 (Rincker). Sie sind – abweichend von der historischen Stimmung – auf die Töne ‘c’, ’b’ und ‘g’ gestimmt und tragen folgende Inschriften:
- Land, Land, höre des Herrn Wort! (kleine Glocke, Ton c, Gussjahr 1951)

- Ehre sei Gott in der Höhe. (mittlere Glocke, Ton b, Gussjahr 1951)

- Läute Glocke, läute Frieden, läute Ruh in jedes Herz, endet einst mein Tag hinieden, läute du mich himmelwärts. (große Glocke, Ton g, Gussjahr 1923)[23]

## Gruft des Hauses Solms-Hohensolms
Unter dem Altar befindet sich die einstige Grablege des Hauses Solms-Hohensolms. In der heute nicht mehr zugänglichen sogenannten Fürstengruft wurden im 17. und 18. Jahrhundert zahlreiche Mitglieder der gräflichen Familie beigesetzt. In einer zugemauerten Türöffnung an der südlichen Außenwand ruhen zudem einige Kindersärge aus der zweiten Hälfte des 17. Jahrhunderts. Darüber hinaus dürften sich auch unter dem Fußboden noch Gräber befinden, da die Hohensolmser Kirchenbücher wiederholt von Bestattungen in der Kirche berichten.

## Historische Grabsteine

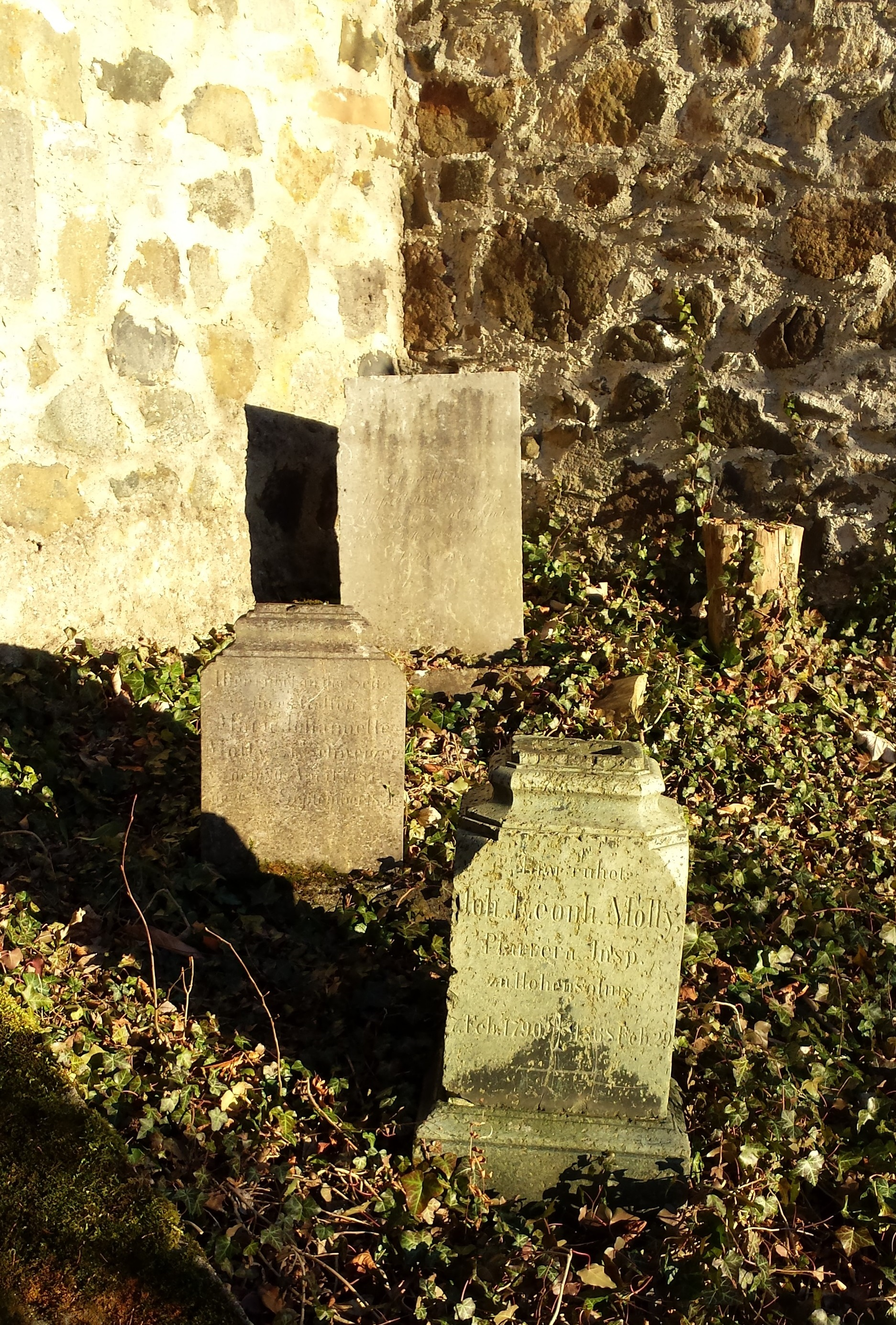
Grabsteine aus dem 19. Jahrhundert vor der Kirche

Vor der Kirche stehen drei Grabsteine. Sie wurden 1913 im Rahmen der damaligen Renovierung vom Friedhof hierher versetzt. Sie erinnern an die Pfarrleute Molly sowie zwei Brüder aus der Beamtenfamilie Usener. Die Inschriften der drei Steine lauten wie folgt:
- Stein Nr. 1: "Hier ruhet Joh. Leonh. Molly, Pfarrer u. Insp. zu Hohensolms, geb. 7. Feb. 1790 + 1868 Feb. 29"

- Stein Nr. 2: "Hier ruhet an der Seite ihres Gatten Marie Johannette Molly, geb. Schweizer, geb. 30. April 1787, gest. 22. September 1874"

- Stein Nr. 3: "Treu geliebet von der Wiege bis ans Grab ruht der Bruder nun dem Bruder hier zur Seite: Georg Usener, Hofrath und Amtmann dahier, geboren zu Oberweimar 1773, gestorben den 6ten Januar 1827; Heinrich Usener, Pfarrer und Mitglied des Consistorial-Convents dahier, geboren zu Oberweimar 1774, gestorben den 8ten September 1828"

## Historischer Taufstein

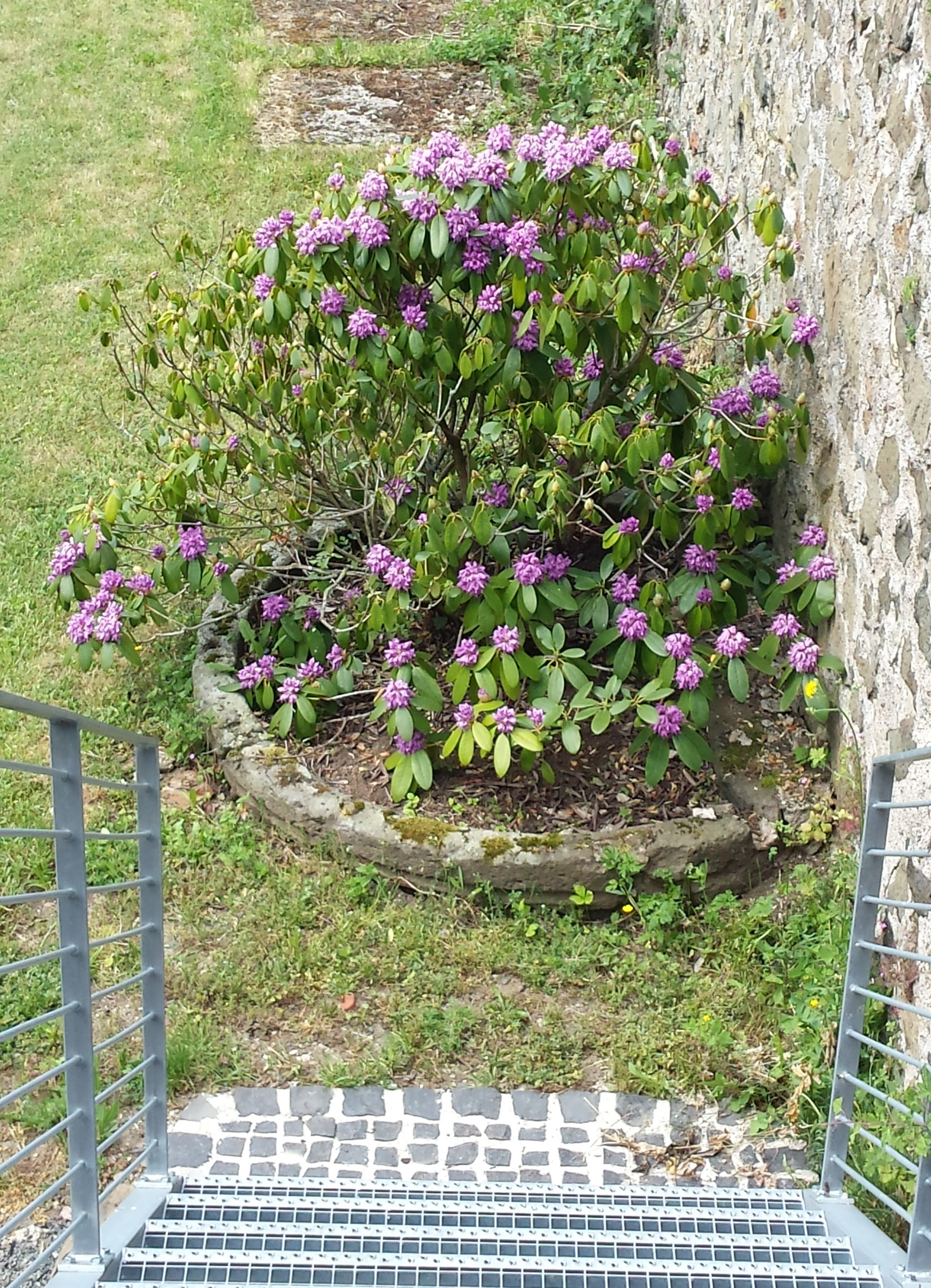
Mittelalterlicher Taufstein? Heute im Renteigarten von Burg Hohensolms vergraben

Gegenüber der Kirche liegt im Renteigarten der Burg ein halb im Boden vergrabenes, mit spätgotischen Stilelementen verziertes Steinbecken. Wahrscheinlich handelt es sich dabei um einen alten Taufstein. Den Ornamenten nach dürfte er aus der Entstehungszeit der Kirche stammen. Denkbar ist, dass er bei Einführung des reformierten Bekenntnisses aus der Kirche entfernt und im benachbarten Renteigarten vergraben wurde. Wahrscheinlich wurde er anschließend durch einen schmucklosen Stein ersetzt, der wiederum 1668 bei den Rekatholisierungsversuchen des Grafen Johann Heinrich Christian aus der Kirche herausgerissen wurde. Spätestens seit 1701 wurde dann eine silberne Taufschale verwendet.